# Dobiegniew
Dobiegniewⓘ (até 1945 em alemão: Woldenberg) é um município no oeste da Polônia Pertence à voivodia da Lubúsquia, no condado de Strzelce-Drezdenko. É a sede da comuna urbano-rural de Dobiegniew, situada no lago Wielgie. O rio Mierzęcka Struga atravessa a cidade.
Dobiegniew é um centro turístico e de lazer e um centro de serviços regional.
Estende-se por uma área de 5,7 km², com 3 004 habitantes, segundo o censo de 31 de dezembro de 2021, com uma densidade de 527 hab./km².

## Localização
Dobiegniew está localizada na parte nordeste da voivodia da Lubúsquia, no condado de Strzelce-Drezdenko, a aproximadamente 50 km de Gorzów Wielkopolski e 70 km de Piła.
A cidade está situada no distrito do lago Dobiegniew, na borda da floresta Drawsko, no lago Wielgie e no rio Mierzęcka Struga.
Anteriormente, Dobiegniew pertencia à Grande Polônia, após o que, por volta de 1296, foi capturada por Brandemburgo e incorporada à Nova Marca, à qual pertenceu até 1945.

## Toponímia
O vilarejo com o nome latinizado de villa Dobegneve é mencionado em um documento latino emitido em Poznań em 1280, assinado pelo rei polonês Przemysł II.

## História

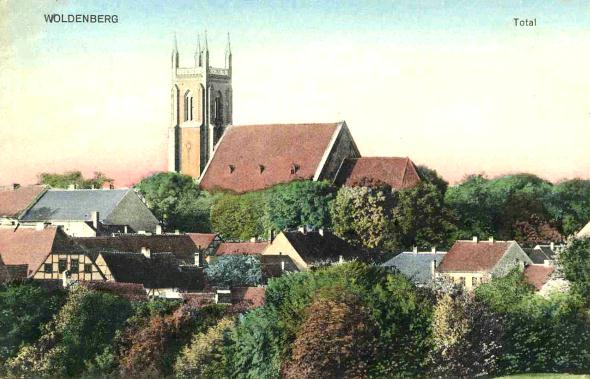
Dobiegniew por volta de 1900

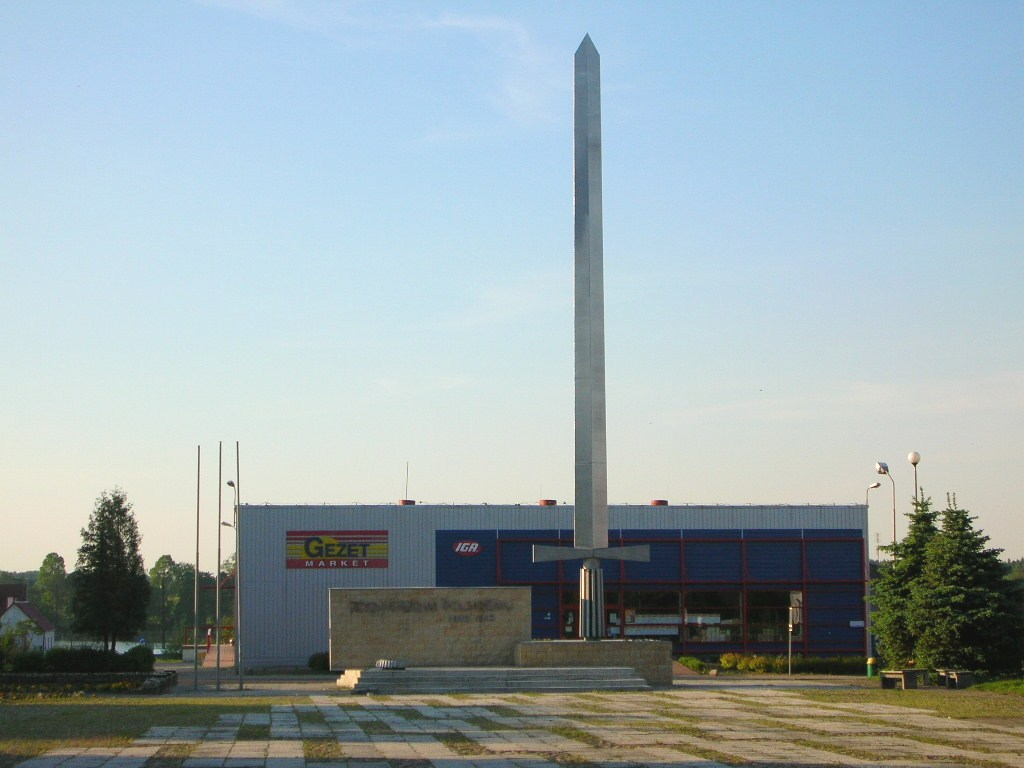
Monumento ao Soldado de 1979 na praça cadete Tadeusz Starc

Próximo de Dobiegniew, na direção a Drezdenko, foi encontrada uma estatueta zoomórfica (cavalo) de âmbar referente ao círculo cultural Maglemosiano (7000–4500 a.C.). Essa estatueta também foi atribuída à cultura Chojnice-Pienków. O trabalho sobre o assentamento pré-histórico no distrito do lago Dobiegniew foi conduzido pelo professor Zbigniew Bagniewski.
Dobiegniew (um assentamento de pescadores) recebeu os direitos de cidade por volta de 1298 e, em junho de 1433, durante a Guerra polaco-teutônica (Nieszawa), foi conquistada pelos exércitos tcheco e da Grande Polônia. A cidade foi destruída por incêndios várias vezes. Em 1848, uma estação de trem foi inaugurada em Dobiegniew, na rota que ligava Poznań a Szczecin.
Durante o período de guerra (1940–1945), o maior campo de prisioneiros de guerra, Oflag II C Woldenberg, estava localizado em Dobiegniew. O Museu Woldenberg foi fundado no local do campo de prisioneiros. Em 1945, 85% da cidade foi destruída. Em 1965, por iniciativa de ex-prisioneiros de guerra e da União dos Lutadores pela Liberdade e Democracia, foi construída a Escola do Milênio ZBoWiD.
Entre 1975 e 1998, a cidade era administrativamente parte da voivodia de Gorzów.

## Demografia
Conforme os dados do Escritório Central de Estatística da Polônia (GUS) de 31 de dezembro de 2022, Dobiegniew é uma cidade muito pequena com uma população de 3 004 habitantes (34.º lugar na voivodia da Lubúsquia e 730.º na Polônia), tem uma área de 5,69 km² (33.º lugar na voivodia da Lubúsquia e 795.º lugar na Polônia) e uma densidade populacional de 527,94 hab./km² (28.º lugar na voivodia da Lubúsquia e 578.º lugar na Polônia). Nos anos 2002–2021, o número de habitantes diminuiu 7,2%.
Os habitantes de Dobiegniew constituem cerca de 6,24% da população do condado de Strzelce-Drezdenko, constituindo 0,31% da população da voivodia da Lubúsquia.
| Descrição                         | Total      | Total    | Mulheres   | Mulheres | Homens     | Homens   |
| --------------------------------- | ---------- | -------- | ---------- | -------- | ---------- | -------- |
| unidade                           | habitantes | %        | habitantes | %        | habitantes | %        |
| população                         | 3 004      | 100      | 1 514      | 50,4     | 1 490      | 49,6     |
| superfície                        | 5,69 km²   | 5,69 km² | 5,69 km²   | 5,69 km² | 5,69 km²   | 5,69 km² |
| densidade populacional (hab./km²) | 527,94     | 527,94   | 266,08     | 266,08   | 261,86     | 261,86   |

## Monumentos históricos
O registro provincial de monumentos inclui:
- Igreja do Cristo Rei, agora uma igreja filial da paróquia de São José em Dobiegniew,[16] uma igreja gótica do século XIV, reconstruída em meados do século XV, século XIX, situada na praça Cadete Tadeusz Starc.
- Igreja do cemitério
- Bastião — torre da cerca do século XIV com um fragmento das muralhas da cidade, do século XIV, medieval
- Arsenal, rua Szpitalna, 1, de meados do século XIX

Vários edifícios sobreviveram em Dobiegniew, apesar dos graves danos causados pela guerra. Esses edifícios incluem:
- Sinagoga
- Cemitério judeu
- Museu Woldenberg — localizado em um dos barracões do campo
- Cemitério no Museu Woldenberg
- Celeiro da corte do século XVII, que foi incendiado na década de 1990.
- Igreja de São José de 1934[16]

Dos outros monumentos, apenas algumas casas sobreviveram após 1945.

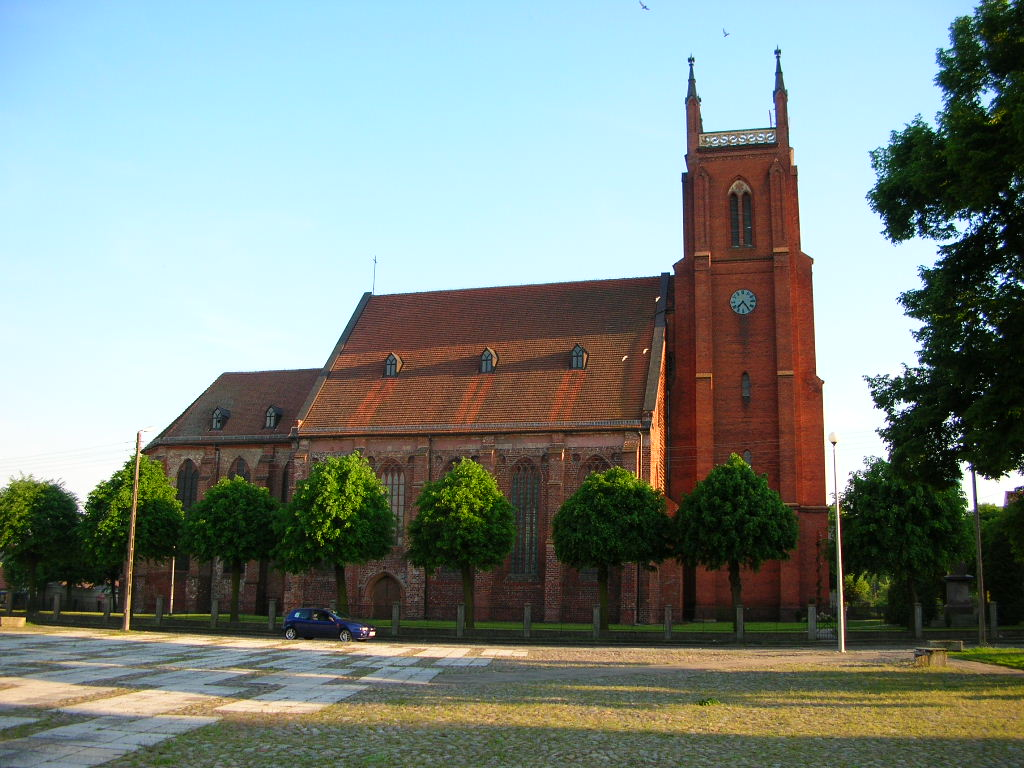
Igreja do Cristo Rei
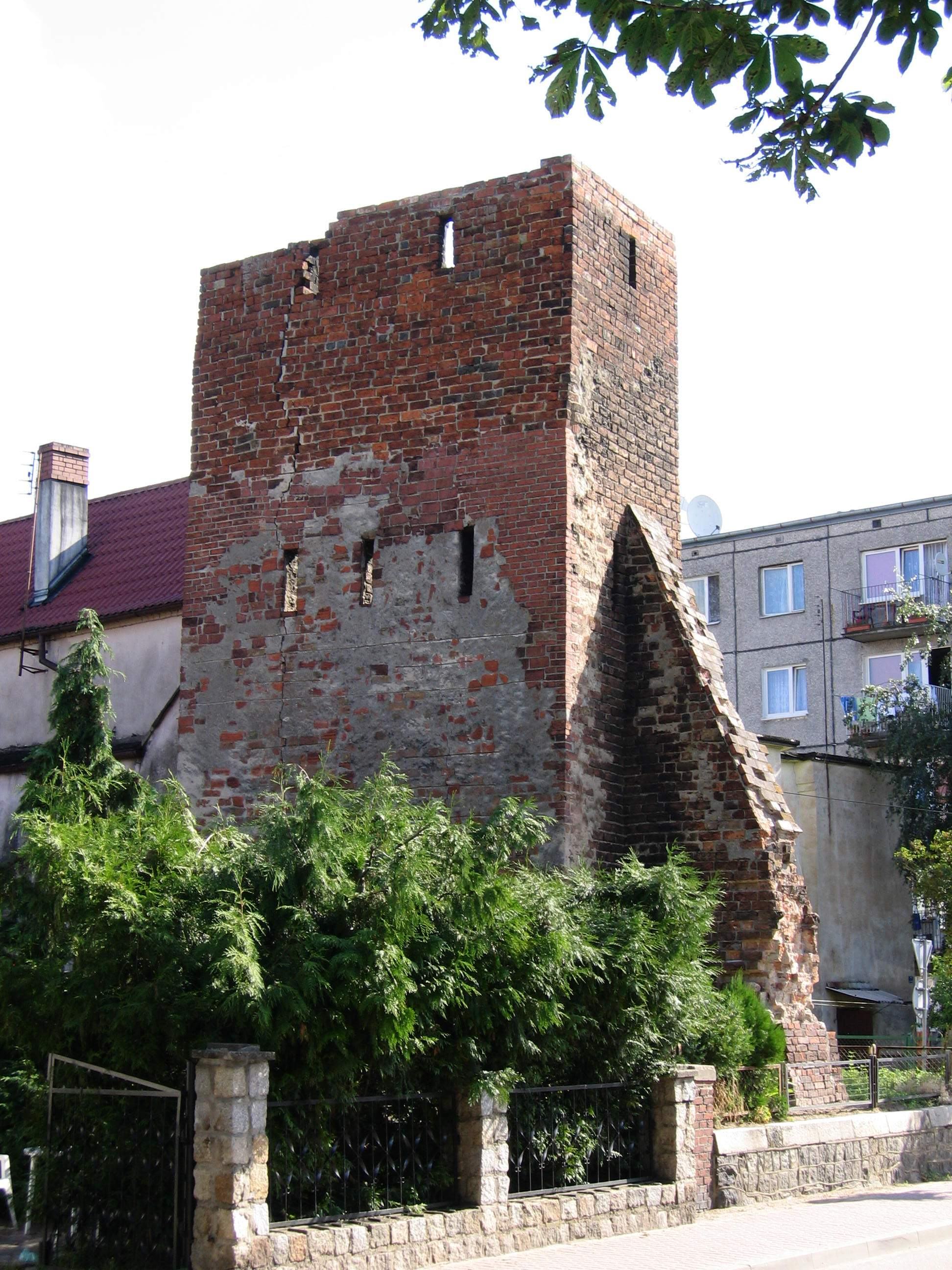
Bastião
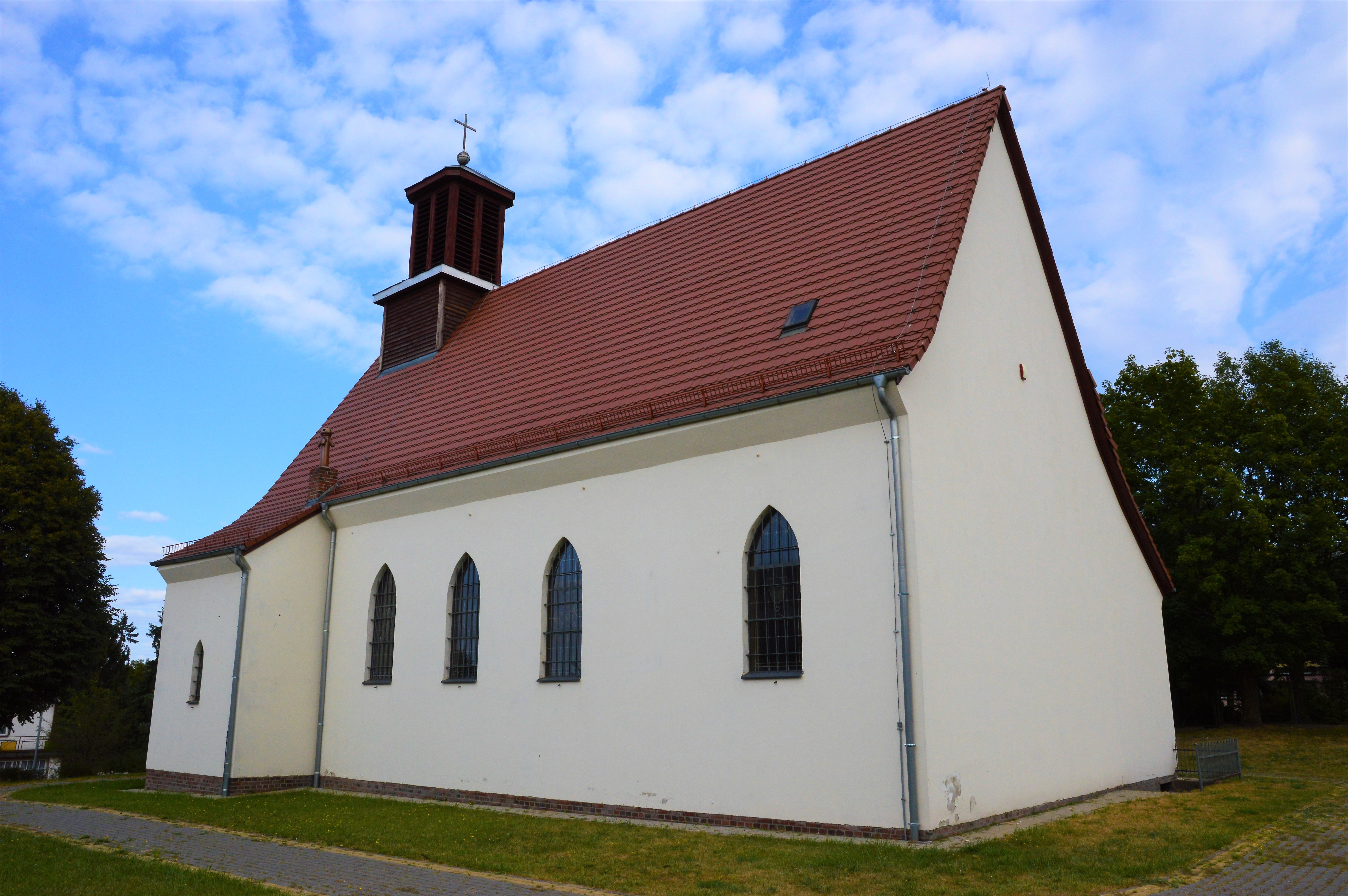
Igreja de São José
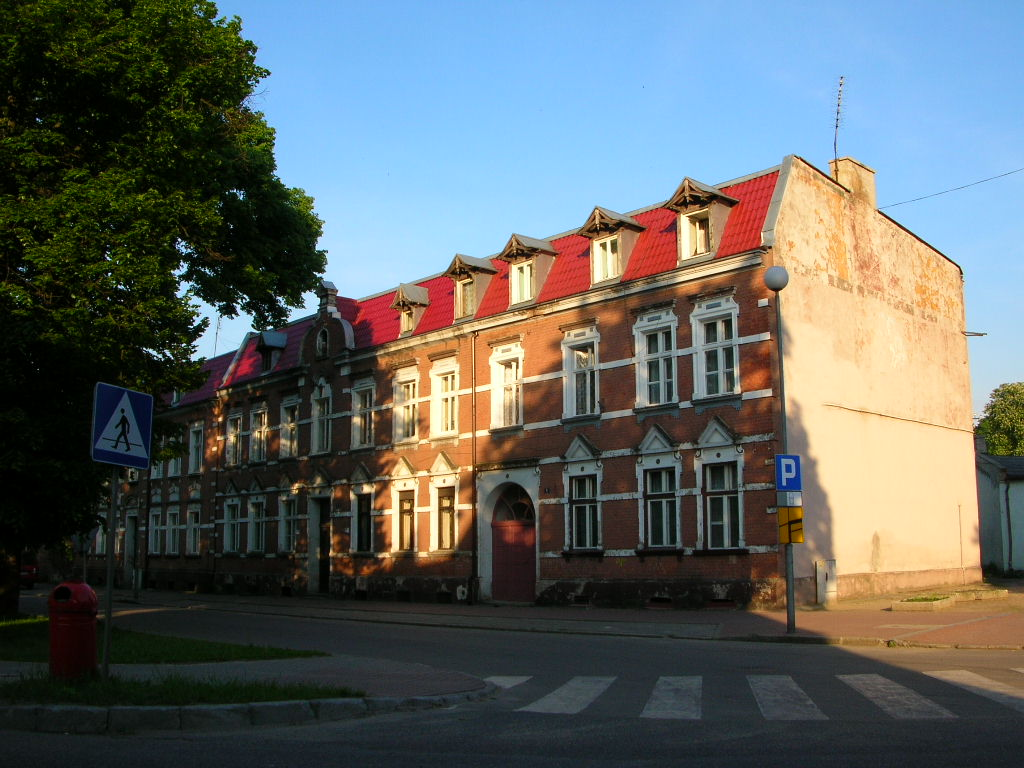
Casa no centro da cidade
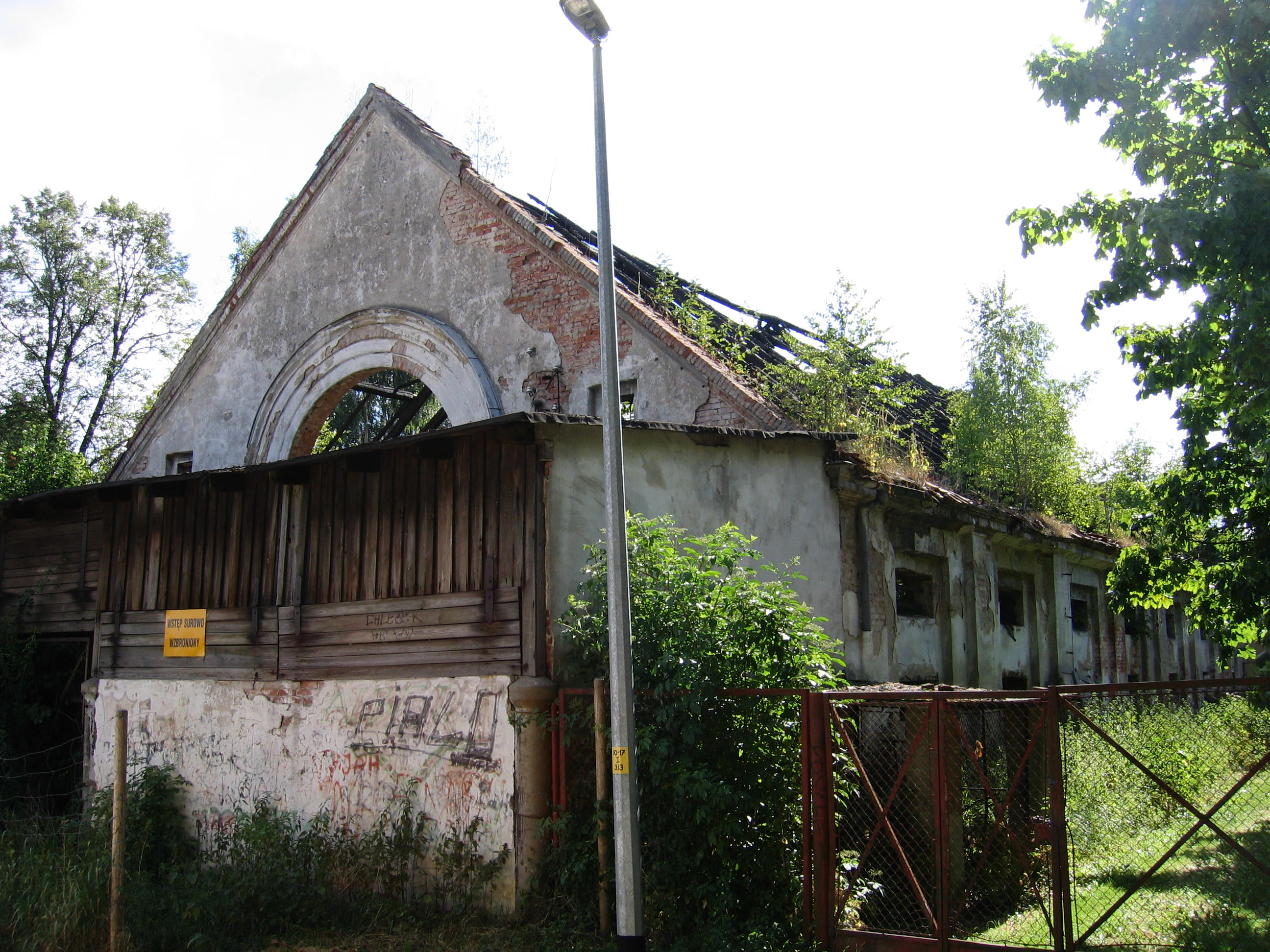
Arsenał

## Brasão na cultura de massa
- O brasão de armas de Dobiegniew — o nobre brasão de armas de Poraj — aparece na série de fantasia sobre as aventuras do bruxo Geralt de Rívia, de Andrzej Sapkowski. As capas carmesim com o símbolo da rosa-branca são usadas pelos cavaleiros da Ordem da Rosa Branca.

## Transportes
As estradas nacionais e provinciais se cruzam na cidade:
- Estrada nacional n.º 22, direção: Kostrzyn nad Odrą — Gorzów Wielkopolski — Dobiegniew — Człopa — Wałcz — Elbląg
- Estrada provincial n.º 160, direção: Międzychód — Drezdenko — Dobiegniew — Choszczno — Suchań

A linha ferroviária n.º 351 Poznań — Szczecin passa pela cidade.

## Cultura

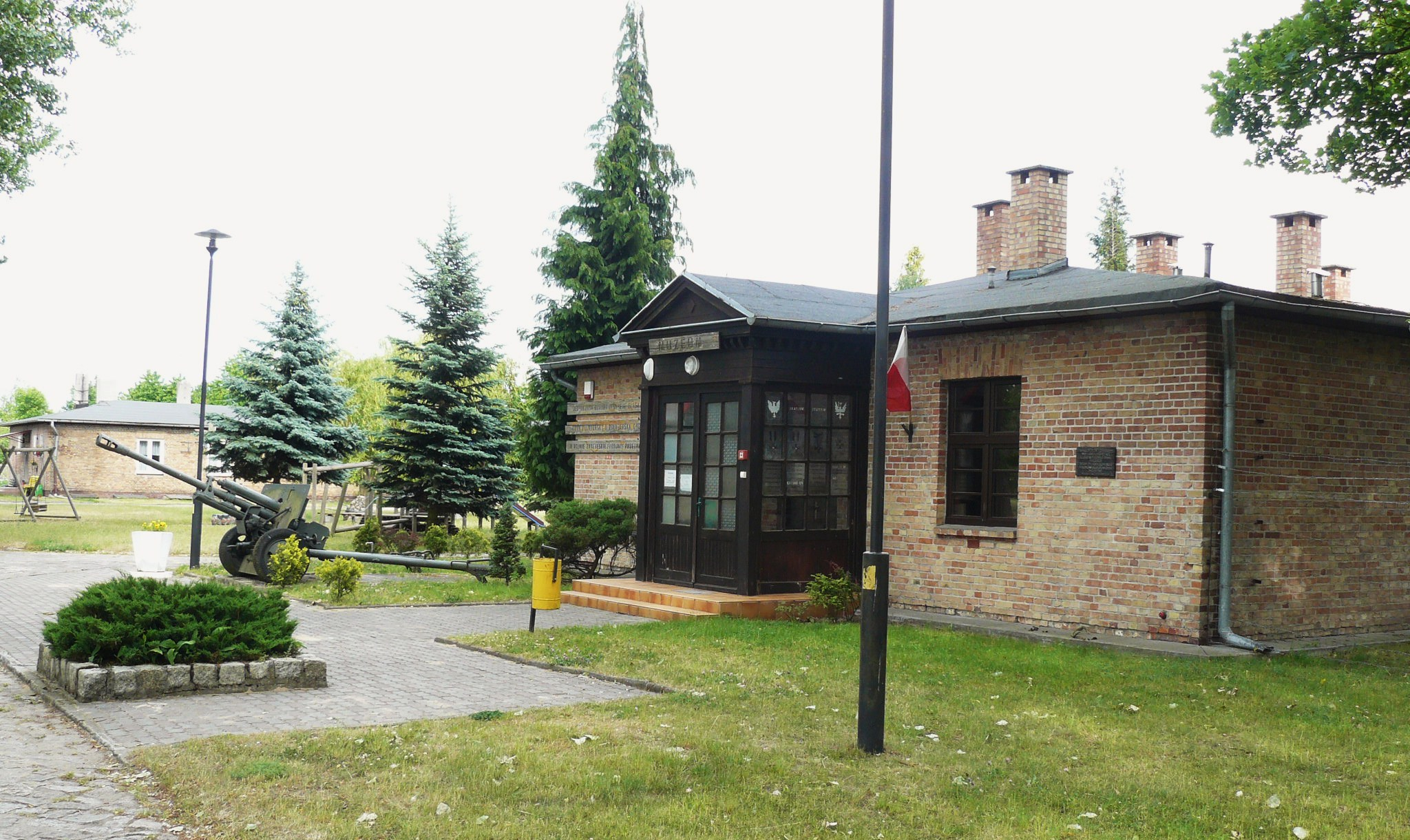
Museu Woldenberg

Dobiegniew é o centro cultural da comuna e da cidade. A cidade tem o Museu Woldenberg no local de um antigo campo de prisioneiros de guerra e uma biblioteca municipal.

## Educação
As seguintes instituições educacionais funcionam na cidade:
- Complexo Escolar Municipal[17]
- Jardim de infância municipal

Quinhentos e oitenta e três habitantes de Dobiegniew estão na idade de educação potencial (3-24 anos) (incluindo 277 mulheres e 306 homens). Segundo o Censo Nacional de 2011, 11,4% da população têm diploma universitário, 2,4% têm educação pós-secundária, 10,4% têm educação secundária geral e 15,3% têm educação profissional secundária. 27,9% da população de Dobiegniew possui educação profissional básica, 5,3% possui educação secundária inferior e 25,4% possui educação primária. 2,0% dos residentes abandonaram os estudos antes de concluir o ensino fundamental. Em comparação com a voivodia da Lubúsquia na totalidade, os habitantes de Dobiegniew têm um nível de escolaridade significativamente mais baixo. Entre as mulheres que vivem em Dobiegniew, a maior porcentagem concluiu o ensino fundamental (27,9%) e o ensino profissionalizante básico (19,7%). Os homens têm maior probabilidade de ter ensino profissionalizante básico (36,4%) e ensino fundamental completo (22,8%).
Em 2021, havia 1 jardim de infância em Dobiegniew com 130 crianças (76 meninas e 54 meninos) frequentando 6 classes. Havia 0 vagas disponíveis. Em comparação, em 2008 havia 1 jardim de infância em Dobiegniew com 125 crianças (66 meninas e 59 meninos) frequentando 5 classes. Havia 125 vagas disponíveis. 18,4% da população de Dobiegniew na idade de educação potencial (3-24 anos) se enquadram na faixa de 3-6 anos — educação pré-escolar (19,5% entre as meninas e 17,3% entre os meninos). Para cada 1 000 crianças em idade pré-escolar, 1 526 frequentam estabelecimentos de educação pré-escolar. Havia 0,50 crianças em idade pré-escolar por vaga em um estabelecimento de educação pré-escolar em 2018.
Há uma escola primária com 432 alunos (207 do sexo feminino e 225 do sexo masculino) em 22 salas. Em comparação, em 2008, Dobiegniew tinha uma escola primária com 375 alunos (174 do sexo feminino e 201 do sexo masculino) em 18 salas. Na faixa etária de 3 a 24 anos, 28,3% da população é educada no nível primário (7 a 12 anos) (28,2% entre as meninas e 28,4% entre os meninos). Há 19,6 alunos por sala nas escolas primárias.
Há uma escola secundária geral em Dobiegniew, com 59 alunos (34 mulheres e 25 homens) em 4 departamentos. Em 2021, 18 graduados foram registrados. Em comparação, havia 1 escola secundária geral em Dobiegniew em 2008, com 81 alunos (55 mulheres e 26 homens) em 3 departamentos. Em 2008, 19 graduados foram registrados. Em Dobiegniew, há uma escola de ensino médio inferior com 47 alunos em 3 departamentos (19 mulheres e 28 homens). Na faixa etária de 3 a 24 anos, 17,0% da população tem ensino médio completo (16 a 18 anos) (18,8% entre as meninas e 15,4% entre os meninos). Há 14,8 alunos por ala em escolas integrais. Há 15,7 alunos por distrito em escolas profissionalizantes de nível secundário inferior.
A faixa etária correspondente à educação superior (19 a 24 anos) inclui 21,6% da população potencial em idade escolar de Dobiegniew (19,1% mulheres e 23,9% homens).

## Proteção à saúde
Há duas clínicas ambulatoriais na cidade — a Instituição Independente de Saúde Pública, a Instituição Particular de Saúde “Zdrowie” e duas farmácias — Farmácia São Martinho e Farmácia “Pod Platanem”.

## Esporte e lazer

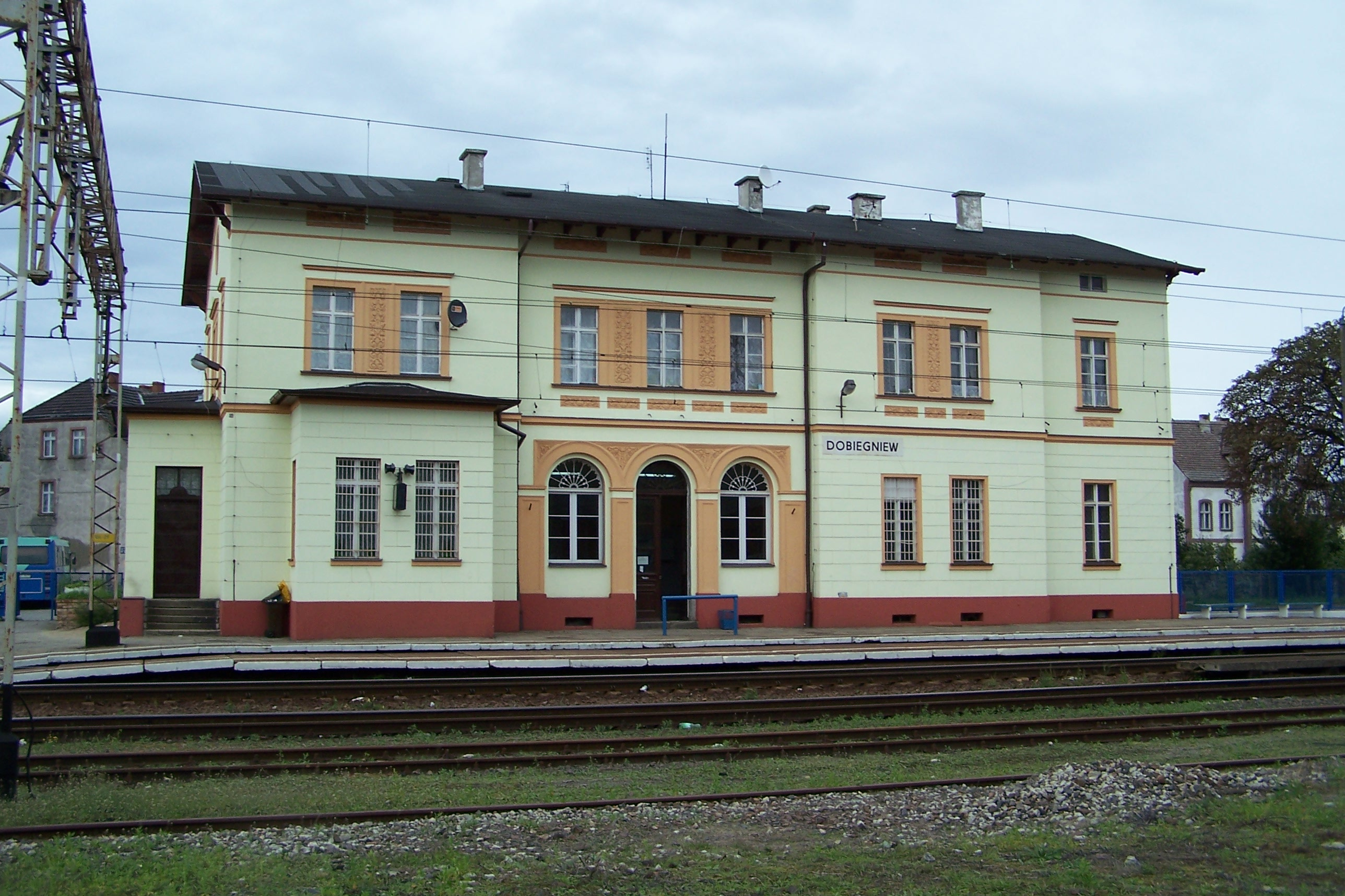
Estação ferroviária de Dobiegniew

A base esportiva da cidade consiste em um complexo de campos esportivos, um salão de esportes com equipamentos e instalações completos (localizado no Bosque Municipal), há praias municipais no lago Osiek (área de 6 km², comprimento de 10 km), há várias ciclovias, trilhas para caminhadas na comuna e na cidade.
Dobiegniew tem o Clube de Escoteiros de Vela “Panta Rhei”. Todos os anos, durante a primeira semana de julho, o Torneio Internacional de Futebol Juvenil Dobiegniew Cup é realizado em Dobiegniew. Há um parque de campismo no lago Osiek.
Dobiegniew é a sede do Clube de Futebol “Błękitni”, fundado em 1946. O time disputa partidas em um estádio com capacidade para 1 200 pessoas (900 lugares).

## Economia
Há uma indústria de pequena escala na cidade, principalmente de madeira, com base na matéria-prima colhida nas florestas ao redor. Há também restaurantes, bares, muitos estabelecimentos comerciais e de serviços, mercados, pousadas e um albergue da juventude.
A cidade também tem uma delegacia de polícia, correios, agências bancárias e subsidiárias.
Há 153 pessoas trabalhando por 1 000 habitantes em Dobiegniew. Isso é significativamente menor do que o valor para a região da voivodia da Lubúsquia e significativamente menor do que o valor para a Polônia. 59,3% do total de empregados são mulheres e 40,7% são homens.
O desemprego registrado em Dobiegniew em 2021 foi de 14,0% (16,9% entre as mulheres e 11,6% entre os homens). Isso é significativamente mais alto do que a taxa de desemprego registrada na voivodia da Lubúsquia e significativamente mais alto do que a taxa de desemprego registrada na Polônia na totalidade.
Em 2021, o salário mensal bruto médio em Dobiegniew era de 5 038,23 PLN, correspondendo a 84,00% do salário mensal bruto médio na Polônia. Entre os residentes economicamente ativos de Dobiegniew, 135 pessoas vão trabalhar em outras cidades e 143 pessoas vêm trabalhar de fora do município.
30,1% dos habitantes economicamente ativos de Dobiegniew trabalham no setor agrícola (agricultura, silvicultura, caça e pesca), 32,9% na indústria e construção, 13,6% no setor de serviços (comércio, conserto de veículos, transporte, hospedagem e alimentação, informação e comunicação) e 1,9% no setor financeiro (atividades financeiras e de seguros, serviços imobiliários).

## Comunidades religiosas
- Igreja Católica de Rito Latino:
  - Paróquia de São José[16]
- Testemunhas de Jeová:
  - Igreja (Salão do Reino)